# پهر کالم
پهر کالم (انگلیسی: Pehr Kalm; ۶ مارس ۱۷۱۶ – ۱۶ نوامبر ۱۷۷۹) گیاه‌شناس، گردشگر، کشیش، طبیعت‌شناس، استاد دانشگاه، اقتصاددان، و پرنده‌شناس اهل سوئد بود.